# 常微分方程数值方法

微分方程的数值积分求解图。
蓝：欧拉法
绿：中点法
红：精确解：
步长。

时的同一图。时，中点法比欧拉法收敛得更快。

常微分方程数值方法是用以寻找常微分方程（ODE）解的数值近似值的方法。其使用也称作“数值积分”，不過「数值积分」主要是指积分的计算。
很多微分方程无法精确求解。但在工程学等领域的实际应用中，通常只需得到数值近似解。本文介绍的算法可用于计算这种近似值，另一种方法是用微积分技术得到解的级数展开表达。
常微分方程出现于物理学、化学、生物学、经济学等学科中。此外，偏微分方程数值方法中的一部分将偏微分方程转为常微分方程，然后可用本文所述方法求解。

## 问题
一阶微分方程是有如下形式的初值问题（IVP）：:533–655
| {\displaystyle y'(t)=f(t,y(t)),\qquad y(t_{0})=y_{0},} |  | 1 |

其中f是函数{\displaystyle f:[t_{0},\infty )\times \mathbb {R} ^{d}\to \mathbb {R} ^{d}}，初始条件{\displaystyle y_{0}\in \mathbb {R} ^{d}}是已知向量。“一阶”是说方程中只出现了y的一阶导。
在不失高阶系统一般性的前提下，限制(l)式為一阶微分方程，因为高阶ODE可通过引入额外变量转换为更大的一阶方程组。例如，二阶方程{\displaystyle y''=-y}可重写为2个一阶方程：{\displaystyle y'=z,\ z'=-y}。
本文介绍IVP的数值方法，并指出边值问题（BVP）需要一套不同的工具：需要在多个点上定义解y的值或成分，因此要用不同方法求解BVP，如打靶法（及其变体），或差分、伽辽金法、配置法之类全局方法，都适用于此类问题。
Picard–Lindelöf定理指出，只要f是利普希茨连续的，就有唯一解。

## 方法
解一阶IVP的数值方法可分为两大类：线性多步法与龙格-库塔法。还可进一步划为显式或隐式，例如隐式线性多步法包括亚当斯-莫尔顿法（Adams-Moulton methods）与向后微分公式（BDF），隐式龙格-库塔法:204–215包括对角隐式龙格-库塔法（DIRK）、单对角隐式龙格-库塔法（SDIRK）与基于高斯求积的高斯–拉道法等等。线性多步法中的显式方法有亚当斯-巴什福思法，布彻表（Butcher tableau）为下对角的龙格-库塔法都是显式方法。根据经验，刚性微分方程需要用隐式方案，而非刚性问题则可用显示方案更有效地求解。
所谓一般线性方法（GLM）是上述两大类方法的概括。

### 欧拉法
从曲线上任意一点出发，沿与曲线相切的直线移动一小段距离，就能得到曲线上邻近点的近似值。
从微分方程(1)开始，可用差分近似代替导数y′：
| {\displaystyle y'(t)\approx {\frac {y(t+h)-y(t)}{h}},} |  | 2 |

重新排列后得到以下公式
{\displaystyle y(t+h)\approx y(t)+hy'(t)}
利用(1)可得
| {\displaystyle y(t+h)\approx y(t)+hf(t,y(t)).} |  | 3 |

此式的应用通常如下：择步长h，构造序列{\displaystyle t_{0},t_{1}=t_{0}+h,t_{2}=t_{0}+2h,...}记精确解{\displaystyle y(t_{n})}的数值估计值为{\displaystyle y_{n}}。受(3)启发，可用下面的递归方法计算估计值：
| {\displaystyle y_{n+1}=y_{n}+hf(t_{n},y_{n}).} |  | 4 |

这就是（前向）欧拉法，是莱昂哈德·欧拉（1768）描述的方法。
欧拉法是显式方法的一个例子，这是说新值{\displaystyle y_{n+1}}是根据已知值（如{\displaystyle y_{n}}）定义的。

### 反向欧拉法
若不用(2)，而用近似值
| {\displaystyle y'(t)\approx {\frac {y(t)-y(t-h)}{h}},} |  | 5 |

则得到反向欧拉法：
| {\displaystyle y_{n+1}=y_{n}+hf(t_{n+1},y_{n+1}).} |  | 6 |

反向欧拉法是隐式方法，这是说需要求解一个方程才能得到新值{\displaystyle y_{n+1}}。通常用定点迭代或牛顿-拉弗森法（的某种修改版）实现之。
隐式方法求解这方程比显示方法直接代入要花更多时间，选择方法时必须考虑这一成本。隐式方法（如(6)）的优点是求解刚性方程时通常更稳定，便可以使用更大的步长h。

### 一阶指数积分法
指数积分描述了一大类积分器，近来得到了长足发展。它们至少可以追溯到20世纪60年代。
此處不用(1)，假设微分方程形式为
| {\displaystyle y'(t)=-A\,y+{\mathcal {N}}(y),} |  | 7 |

或已被局部线性化，围绕背景状态产生线性项{\displaystyle -Ay}与非线性项{\displaystyle {\mathcal {N}}(y)}。
将(7)乘以{\textstyle e^{At}}，并在时间区间{\displaystyle [t_{n},t_{n+1}=t_{n}+h]}内精确积分，便构造得到了指数积分：
{\displaystyle y_{n+1}=e^{-Ah}y_{n}+\int _{0}^{h}e^{-(h-\tau )A}{\mathcal {N}}\left(y\left(t_{n}+\tau \right)\right)\,d\tau .}
此积分方程是精确的，但并没有定义积分。
使{\displaystyle {\mathcal {N}}(y(t_{n}+\tau ))}在整个区间内不变，可实现一阶指数积分：
| {\displaystyle y_{n+1}=e^{-Ah}y_{n}+A^{-1}(1-e^{-Ah}){\mathcal {N}}(y(t_{n}))\ .} |  | 8 |

### 推广
欧拉法往往不够精确。更准确地说，只有一阶（下面将介绍阶的概念），这就促使数学家寻找高阶方法。
一种方法是，用{\displaystyle y_{n}}以及更多之前的值确定{\displaystyle y_{n+1}}，所谓多步法便实现了这种想法。最简单的可能是蛙跳积分法，其是二阶方法，（粗略地说）依赖于2个时间值。
几乎所有实用的多步法都属于线性多步法，形式为
{\displaystyle {\begin{aligned}&{}\alpha _{k}y_{n+k}+\alpha _{k-1}y_{n+k-1}+\cdots +\alpha _{0}y_{n}\\&{}\quad =h\left[\beta _{k}f(t_{n+k},y_{n+k})+\beta _{k-1}f(t_{n+k-1},y_{n+k-1})+\cdots +\beta _{0}f(t_{n},y_{n})\right].\end{aligned}}}
另一种方法是在区间{\displaystyle [t_{n},t_{n+1}]}内取更多点。这产生了得名于卡尔·龙格与马丁·威廉·库塔的龙格-库塔法，其中一种4阶方法尤为流行。

### 高级特征
要用这些方法求解ODE，需要的不仅是时间步长公式。始终相同的步长效率不高，于是开发了可变步长方法。通常，步长的选择应使每步的（局部）误差低于某容差水平，这意味着方法还要计算误差指标（error indicator），即对局部误差的估计。
这一思想的延伸是在不同阶方法之间动态选择（称作可变阶数方法）。基于理查德森外推法的Bulirsch–Stoer算法之类方法通常用于构建各种不同阶的方法。
其他理想特征还有：
- 输出稠密：不仅对点{\displaystyle t_{0},\ t_{1},\ t_{2},\ \dots }，还对整个积分区间进行低成本数值逼近；
- 事件定位：找到事件发生的位置，例如某函数取0的时间。通常用求根算法；
- 支持并行计算；
- 用于时间积分时，具有时间可逆性。

### 其他方法
很多方法不在讨论的框架内，如
- 多阶导数法，不仅使用f，还用其导数。这类方法包括Hermite–Obreschkoff法、费尔贝格法（英语：Runge–Kutta–Fehlberg method）与递归计算解y的泰勒级数系数的Parker–Sochacki法（英语：Parker–Sochacki method）[17]、Bychkov–Scherbakov法等。
- 二阶常微分方程组法。前面说过，所有高阶常微分方程都可化为形式如(1)的一阶常微分方程组，这固然没错，但未必是最佳方法。尼斯特伦法（英语：Nyström method）可直接用于二阶方程。
- 几何积分法[18][19]专门针对几类特殊的常微分方程（如解哈密顿力学方程的辛积分（英语：Symplectic integrator）法），这些方法在数值求解时会尊重这些类的底结构或几何结构。
- 量化状态系统方法（英语：Quantized state systems method）是基于状态量化思想的一系列ODE积分方法，在模拟频繁不连续的稀疏系统时非常有效。

### 实时并行方法
有些IVP要求积分具有很高的时间分辨率和/或很长的时间区间，传统的序列时间步进法无法实时计算（如数值天气预报、等离子体建模与分子动力学中的IVP）。针对这些问题，人们开发了实时并行（PinT）法以便用并行计算缩短运行时间。
早期的PinT法（最早提出于20世纪60年代）最初被研究人员忽视，因为其所需的并行计算架构尚未普及。2000年代初，随着算力的提高，灵活易用的PinT算法——Parareal算法重新吸引了兴趣，它适用于求解各种IVP。百亿亿次级运算的出现使PinT算法获得更多关注，并启动了能用于世界上最强大的超级计算机的算法开发。截至2023年，最流行的方法有Parareal、PFASST、ParaDiag、MGRIT等，

## 分析
数值分析不仅包括数值方法的设计，还包括其分析。分析中的3个核心概念是：
- 收敛性：方法是否逼近解；
- 阶数：近似解的程度；
- 数值稳定性：误差是否能得到抑制。[22]

### 收敛性
若数值解随着步长h趋近于0而逼近精确解，则称此数值方法具有收敛性（convergent）。更确切地说，要求对利普希茨函数f与每个{\displaystyle t^{*}>0}，ODE (1)
{\displaystyle \lim _{h\to 0^{+}}\max _{n=0,1,\dots ,\lfloor t^{*}/h\rfloor }\left\|y_{n,h}-y(t_{n})\right\|=0.}
上述所有方法都收敛。

### 一致性与阶数
设数值方法
{\displaystyle y_{n+k}=\Psi (t_{n+k};y_{n},y_{n+1},\dots ,y_{n+k-1};h).\,}
方法的局部（截断）误差定义为迭代一步产生的误差。即，假设之前的迭代无误差，则是此方法结果与精确解之间的差
{\displaystyle \delta _{n+k}^{h}=\Psi \left(t_{n+k};y(t_{n}),y(t_{n+1}),\dots ,y(t_{n+k-1});h\right)-y(t_{n+k}).}
若
{\displaystyle \lim _{h\to 0}{\frac {\delta _{n+k}^{h}}{h}}=0.}
则称此方法一致（consistent）。若
{\displaystyle \delta _{n+k}^{h}=O(h^{p+1})\quad {\mbox{as }}h\to 0.}
则称此方法阶数为p。因此，阶数不为0的方法是一致的。上文介绍的两种欧拉法(4、6)都是1阶的，因此是一致的。实践中使用的大多数方法阶数更高。一致性是收敛的必要条件，但不是充分条件；方法要收敛，必须同时具有一致性与零稳性（zero-stable）。
一个相关概念是全局（截断）误差，即达到固定时间t所需所有步骤中持续存在的误差。明确地说，t时刻的全局误差是{\displaystyle y_{N}-y(t)}，其中{\displaystyle N=(t-t_{0})/h}。第p阶一步法是收敛的，其全局误差是{\displaystyle O(h^{p})}。对多阶方法，这一说法不一定成立。

### 稳定性与刚性
对某些微分方程，欧拉法、显式龙格-库塔法、多步法（如亚当斯-巴什福思法）之类标准方法会表现出解的不稳定性，其他方法则可能产生稳定的解。方程中的这种“困难行为”（本身不一定复杂）称作“刚性”（stiffness），通常是由于底问题中存在不同时间尺度造成的。例如，机械系统中的碰撞（如碰撞振子中的）发生的时间尺度通常比物体运动的时间尺度小得多，这种差异使状态参数曲线变得非常陡峭。
刚性问题在化学动力学、控制论、固体力学、天气预报、生物学、等离子体物理、电子学等领域中无处不在。克服刚性的一种方法是将微分方程推广到微分包含式，从而允许非光滑性并建立其模型。

## 历史
下面是该领域一些重要进展的时间线。
- 1768 - 莱昂哈德·欧拉发现欧拉法。
- 1824 - 奥古斯丁-路易·柯西证明了欧拉法的收敛性。此证明中，柯西使用了隐性欧拉法。
- 1855 - Francis Bashforth在一封信中首次提到约翰·柯西·亚当斯的多步法。
- 1895 - 卡尔·龙格发现第一个龙格-库塔法。
- 1901 - 马丁·威廉·库塔描述了现在流行的4阶龙格-库塔法。
- 1910 - 路易斯·弗莱·理查德森公布了他的外推法——理查德森外推法。
- 1952 - Charles F. Curtiss与Joseph Oakland Hirschfelder提出刚性方程概念。
- 1963 - Germund Dahlquist引入积分法的A稳定性。

## 二阶一维边值问题的数值解法
边值问题（BVPs）通常要离散化，得到近似相等的矩阵问题再数值求解。最常用的一维BVP数值求解方法称作有限差分法。这种方法用点值的线性组合构造描述函数导数的有限差分系数，例如一阶导数的二阶中心差分近似为：
{\displaystyle {\frac {u_{i+1}-u_{i-1}}{2h}}=u'(x_{i})+{\mathcal {O}}(h^{2}),}
二阶导数的二阶中心差分近似为：
{\displaystyle {\frac {u_{i+1}-2u_{i}+u_{i-1}}{h^{2}}}=u''(x_{i})+{\mathcal {O}}(h^{2}).}
两式中，{\displaystyle h=x_{i}-x_{i-1}}是离散域上相邻x值间的距离。这样就构建了线性系统，然后可用标准矩阵法求解。例如，待解方程：
{\displaystyle {\begin{aligned}&{}{\frac {d^{2}u}{dx^{2}}}-u=0,\\&{}u(0)=0,\\&{}u(1)=1.\end{aligned}}}
下一步是将问题离散化，用线性导数近似，如
{\displaystyle u''_{i}={\frac {u_{i+1}-2u_{i}+u_{i-1}}{h^{2}}}}
并解所得线性方程组。将有如下方程
{\displaystyle {\frac {u_{i+1}-2u_{i}+u_{i-1}}{h^{2}}}-u_{i}=0,\quad \forall i={1,2,3,...,n-1}.}
初看之下，这个方程组似乎有困难，因为方程中没有不与变量相乘的项，但事实上这是错误的。i = 1或n − 1时，有一项涉及边值{\displaystyle u(0)=u_{0}}、{\displaystyle u(1)=u_{n}}，由于两值已知，可以简单地代入，就得到了具有非平凡解的非齐次线性方程组。